# Provinciale weg 574
De provinciale weg 574 (N574) is een voormalige provinciale weg in de Nederlandse provincie Limburg. Het betreft de huidige gemeentelijke weg van Sittard via Limbricht naar Born. De weg had een lengte van 4,4 kilometer en bestond uit de volgende straten:
- Limbricht: Provincialeweg, Molenstraat, Bornerweg
- Born: Sittarderweg, Parkweg, Sluisweg (gedeeltelijk)

Bij Limbricht sloot de weg aan op de N276 van Brunssum naar Sint Joost en in Born op de toenmalige N297 van Grevenbicht naar Nieuwstadt (inmiddels ook in gemeentelijk beheer). Het wegnummer werd enkel administratief gebruikt en werd dus niet aangegeven op de bewegwijzering.
De volledige N574 is in 2000 van de provincie overgedragen aan de desbetreffende gemeente; dat waren destijds de gemeenten Sittard en Born (die later met Geleen fuseerden tot Sittard-Geleen). Hiermee is het wegnummer officieel verdwenen.
N62 · N69 · N251 · N252 · N253 · N254 · N255 · N256/A256 · N257 · N258 · N260 · N261 · N262 · N263 · N264 · N266 · N267 · N268 · N269 · N270/A270 · N271 · N272 · N273 · N274 · N275 · N276 · N277 · N278 · N279 · N280 · N281 · N282 · N283 · N284 · N285 · N286 · N287 · N288 · N289 · N290 · N291 · N292 · N293 · N294 · N295 · N296 · N296n · N297 · N298 · N300 · N321 · N322 · N324 · N329 · N389 · N394 · N395 · N396 · N397

N556 · N562 · N564 · N570 · N572 · N590 · N595 · N598 · N601 · N602 · N605 · N607 · N612 · N613 · N615 · N616 · N617 · N618 · N620 · N622 · N625 · N629 · N631 · N632 · N637 · N638 · N639 · N640 · N641 · N651 · N652 · N653 · N654 · N655 · N656 · N658 · N659 · N660 · N661 · N662 · N663 · N664 · N665 · N666 · N667 · N668 · N669 · N670 · N671 · N673 · N674 · N675 · N676 · N682 · N683 · N686 · N689 · N690 · N831 · N843

Voormalige provinciale wegen: N299 · N551 · N552 · N553 · N554 · N555 · N560 · N561 · N563 · N565 · N566 · N567 · N568 · N571 · N574 · N580 · N581 · N582 · N583 · N584 · N585 · N586 · N587 · N588 · N589 · N591 · N592 · N593 · N594 · N596 · N597 · N603 · N604 · N606 · N608 · N610 · N611 · N614 · N619 · N621 · N623 · N624 · N626 · N628 · N630 · N634 · N642 · N657